# Four Nations Chess League 2014/15
Die Four Nations Chess League 2014/15 ist die 22. Spielzeit der Four Nations Chess League (4NCL).
Meister wurde der Titelverteidiger Guildford A&DC. Im Vorjahr waren The ADs, Hackney, Warwickshire Selects und South Wales Dragons aufgestiegen, diese belegten die Abstiegsplätze. Da jedoch e2e4.org.uk seine Mannschaft zurückzog, erreichten die South Wales Dragons als bester Absteiger noch den Klassenerhalt.
Zu den gemeldeten Mannschaftskadern siehe Mannschaftskader der Four Nations Chess League 2014/15.

## Spieltermine
Die Wettkämpfe fanden statt am 15. und 16. November 2014, 10. und 11. Januar 2015, 14. und 15. Februar 2015, 28. und 29. März 2015 sowie vom 2. bis 4. Mai 2015. Die ersten vier sowie die letzten drei Runden wurden zentral in Hinckley ausgerichtet, die übrigen in Birmingham.

## Vorrunde

### Gruppeneinteilung
Die 16 Mannschaften wurden wie folgt in die zwei Vorrunden eingeteilt:
| Pool A                             | Pool B                     |
| ---------------------------------- | -------------------------- |
| Wood Green Hilsmark Kingfisher (2) | Guildford A&DC I (1)       |
| White Rose Chess (3)               | Cheddleton (4)             |
| Guildford A&DC II (5)              | Grantham Sharks (6)        |
| Barbican Chess Club I (11)         | e2e4.org.uk (7)            |
| Blackthorne Russia (10)            | Barbican Chess Club II (8) |
| The ADs (A1)                       | Cambridge University (12)  |
| Warwickshire Selects (A3)          | Oxford (13)                |
| South Wales Dragons (A4)           | Hackney (A2)               |

Anmerkung: In Klammern ist die Vorjahresplatzierung angegeben, ist dieser ein "A" vorangestellt, so handelt es sich um die Vorjahresplatzierung eines Aufsteigers in der Division 2.

### Pool A
Schon vor letzten Runde waren alle Entscheidungen gefallen. In der Championship Pool übernahmen die zweite Mannschaft von Guildford A&DC 4:2 Punkte, die erste Mannschaft von Barbican sowie White Rose je 3:3 Punkte und Blackthorne Russia 2:4 Punkte. In den Demotion Pool startete Wood Green Hilsmark Kingfisher mit 6:0 Punkten, die South Wales Dragons mit 4:2 Punkten, The ADs mit 2:4 Punkten und Warwickshire Selects mit 0:6 Punkten.

#### Tabelle
| Pl. | Verein                            | Sp | G | U | V | MP   | Brett-P.  |
| --- | --------------------------------- | -- | - | - | - | ---- | --------- |
| 01. | Guildford A&DC II. Mannschaft     | 7  | 6 | 0 | 1 | 12:2 | 35,0:21,0 |
| 02. | Barbican Chess Club I. Mannschaft | 7  | 5 | 1 | 1 | 11:3 | 34,0:22,0 |
| 03. | White Rose Chess                  | 7  | 4 | 2 | 1 | 10:4 | 34,5:21,5 |
| 04. | Blackthorne Russia                | 7  | 5 | 0 | 2 | 10:4 | 31,0:25,0 |
| 05. | Wood Green Hilsmark Kingfisher    | 7  | 3 | 1 | 3 | 7:7  | 28,5:27,5 |
| 06. | South Wales Dragons (N)           | 7  | 2 | 0 | 5 | 4:10 | 18,5:37,5 |
| 07. | The ADs (N)                       | 7  | 1 | 0 | 6 | 2:12 | 20,0:36,0 |
| 08. | Warwickshire Selects (N)          | 7  | 0 | 0 | 7 | 0:14 | 18,5:37,5 |

#### Entscheidungen
|     | Teilnehmer am Championship Pool: Guildford A&DC II. Mannschaft, Barbican Chess Club I. Mannschaft, White Rose Chess, Blackthorne Russia |
|     | Teilnehmer am Demotion Pool: Wood Green Hilsmark Kingfisher, South Wales Dragons, The ADs, Warwickshire Selects                         |
| (N) | Aufsteiger der letzten Saison |

#### Kreuztabelle
| Ergebnisse | Ergebnisse                        | 01. | 02. | 03. | 04. | 05. | 06. | 07. | 08. |
| ---------- | --------------------------------- | --- | --- | --- | --- | --- | --- | --- | --- |
| 01.        | Guildford A&DC II. Mannschaft     |     | 5   | 3½  | 5   | 4½  | 5½  | 5½  | 6   |
| 02.        | Barbican Chess Club I. Mannschaft | 3   |     | 4   | 5   | 4½  | 6½  | 5½  | 5½  |
| 03.        | White Rose Chess                  | 4½  | 4   |     | 3½  | 4   | 6   | 6½  | 6   |
| 04.        | Blackthorne Russia                | 3   | 3   | 4½  |     | 4½  | 6½  | 4½  | 5   |
| 05.        | Wood Green Hilsmark Kingfisher    | 3   | 3½  | 4   | 2   |     | 7   | 4½  | 4½  |
| 06.        | South Wales Dragons               | 2½  | 1½  | 2   | 1½  | 1   |     | 5   | 5   |
| 07.        | The ADs                           | 1½  | 2½  | 1½  | 3½  | 3   | 3   |     | 5   |
| 08.        | Warwickshire Selects              | 2   | 2½  | 2   | 3   | 3½  | 2½  | 3   |     |

Anmerkung: Wood Green Hilsmark Kingfisher verlor im Wettkampf gegen Blackthorne Russia zwei Partien kampflos, infolgedessen wurden ihnen 1,5 Brettpunkte abgezogen. In den Wettkämpfen gegen die zweite Mannschaft von Guildford A&DC und The ADs verlor Wood Green Hilsmark Kingfisher je eine Partie kampflos, so dass ihnen jeweils ein halber Brettpunkt abgezogen wurde. Warwickshire Selects verlor im Wettkampf gegen die South Wales Dragons eine Partie kampflos, so dass ihnen ein halber Brettpunkt abgezogen wurde. Die zweite Mannschaft von Guildford A&DC verlor gegen The ADs eine Partie kampflos, so dass ihnen ein Brettpunkt abgezogen wurde.

### Pool B
Während die erste Mannschaft von Guildford A&DC sich ebenso wie Cheddleton und Oxford schon vorzeitig für den Championship Pool qualifizierten, fiel die Entscheidung über den vierten Platz erst in der letzten Runde. In den Championship Pool übernahmen Guildford 6:0 Punkte, Cheddleton 4:2 Punkte, Oxford 2:4 Punkte und Grantham Sharks 0:6 Punkte, in den Demotion Pool starteten Cambridge und Barbicans zweite Mannschaft mit je 5:1 Punkten, e2e4.org.uk sowie Hackney mit jeweils 1:5 Punkten.

#### Tabelle
| Pl. | Verein                             | Sp | G | U | V | MP   | Brett-P.  |
| --- | ---------------------------------- | -- | - | - | - | ---- | --------- |
| 01. | Guildford A&DC I. Mannschaft (M)   | 7  | 7 | 0 | 0 | 14:0 | 44,5:11,5 |
| 02. | Cheddleton and Leek Chess Club     | 7  | 6 | 0 | 1 | 12:2 | 34,0:22,0 |
| 03. | Oxford                             | 7  | 4 | 0 | 3 | 8:6  | 27,0:29,0 |
| 04. | Grantham Sharks                    | 7  | 3 | 1 | 3 | 7:7  | 30,0:26,0 |
| 05. | Cambridge University Chess Club    | 7  | 2 | 2 | 3 | 6:8  | 24,0:32,0 |
| 06. | Barbican Chess Club II. Mannschaft | 7  | 2 | 1 | 4 | 5:9  | 22,5:33,5 |
| 07. | e2e4.org.uk                        | 7  | 1 | 1 | 5 | 3:11 | 22,5:33,5 |
| 08. | Hackney (N)                        | 7  | 0 | 1 | 6 | 1:13 | 19,5:36,5 |

#### Entscheidungen
|     | Teilnehmer am Championship Pool: Guildford A&DC I. Mannschaft, Cheddleton and Leek Chess Club, Oxford, Grantham Sharks |
|     | Teilnehmer am Demotion Pool: Cambridge University Chess Club, Barbican Chess Club II. Mannschaft, e2e4.org.uk, Hackney |
| (M) | Meister der letzten Saison                                                                                             |
| (N) | Aufsteiger der letzten Saison                                                                                          |

#### Kreuztabelle
| Ergebnisse | Ergebnisse                         | 01. | 02. | 03. | 04. | 05. | 06. | 07. | 08. |
| ---------- | ---------------------------------- | --- | --- | --- | --- | --- | --- | --- | --- |
| 01.        | Guildford A&DC I. Mannschaft       |     | 4½  | 6½  | 6   | 7½  | 7   | 6½  | 6½  |
| 02.        | Cheddleton and Leek Chess Club     | 3½  |     | 4½  | 4½  | 6   | 6   | 5   | 4½  |
| 03.        | Oxford                             | 1½  | 3½  |     | 5   | 4½  | 5   | 3   | 4½  |
| 04.        | Grantham Sharks                    | 2   | 3½  | 3   |     | 4   | 5   | 6   | 6½  |
| 05.        | Cambridge University Chess Club    | ½   | 2   | 3½  | 4   |     | 4   | 4½  | 5½  |
| 06.        | Barbican Chess Club II. Mannschaft | 1   | 2   | 3   | 3   | 4   |     | 4½  | 5   |
| 07.        | e2e4.org.uk                        | 1½  | 3   | 5   | 2   | 3½  | 3½  |     | 4   |
| 08.        | Hackney                            | 1½  | 3½  | 3½  | 1½  | 2½  | 3   | 4   |     |

## Endrunde

### Championship Pool
Die erste Mannschaft von Guildford A&DC startete bereits mit zwei Punkten Vorsprung in die Endrunde und stand nach weiteren Punktverlusten der Konkurrenz vor der letzten Runde als Meister fest.

#### Tabelle
| Pl. | Verein                            | Sp | G | U | V | MP   | Brett-P.  |
| --- | --------------------------------- | -- | - | - | - | ---- | --------- |
| 01. | Guildford A&DC I. Mannschaft (M)  | 7  | 7 | 0 | 0 | 14:0 | 42,0:14,0 |
| 02. | Guildford A&DC II. Mannschaft     | 7  | 5 | 0 | 2 | 10:4 | 34,0:22,0 |
| 03. | Cheddleton and Leek Chess Club    | 7  | 4 | 1 | 2 | 9:5  | 30,5:25,5 |
| 04. | White Rose Chess                  | 7  | 2 | 3 | 2 | 7:7  | 27,5:28,5 |
| 05. | Blackthorne Russia                | 7  | 3 | 0 | 4 | 6:8  | 23,5:31,5 |
| 06. | Barbican Chess Club I. Mannschaft | 7  | 2 | 1 | 4 | 5:9  | 24,0:32,0 |
| 07. | Oxford                            | 7  | 2 | 0 | 5 | 4:10 | 22,0:34,0 |
| 08. | Grantham Sharks                   | 7  | 0 | 1 | 6 | 1:13 | 20,5:35,5 |

#### Entscheidungen
|     | Britischer Meister: Guildford A&DC I. Mannschaft |
| (M) | Meister der letzten Saison                       |

#### Kreuztabelle
| Ergebnisse | Ergebnisse                        | 01.  | 02.  | 03.  | 04.  | 05.  | 06. | 07.  | 08.  |
| ---------- | --------------------------------- | ---- | ---- | ---- | ---- | ---- | --- | ---- | ---- |
| 01.        | Guildford A&DC I. Mannschaft      |      | 6½   | (4½) | 5½   | 6½   | 6½  | (6½) | (6)  |
| 02.        | Guildford A&DC II. Mannschaft     | 1½   |      | 5½   | (3½) | (5)  | (5) | 7½   | 6    |
| 03.        | Cheddleton and Leek Chess Club    | (3½) | 2½   |      | 4    | 6    | 5½  | (4½) | (4½) |
| 04.        | White Rose Chess                  | 2½   | (4½) | 4    |      | (3½) | (4) | 5    | 4    |
| 05.        | Blackthorne Russia                | 1½   | (3)  | 2    | (4½) |      | (3) | 5    | 4½   |
| 06.        | Barbican Chess Club I. Mannschaft | 1½   | (3)  | 2½   | (4)  | (5)  |     | 2½   | 5½   |
| 07.        | Oxford                            | (1½) | ½    | (3½) | 3    | 3    | 5½  |      | (5)  |
| 08.        | Grantham Sharks                   | (2)  | 2    | (3½) | 4    | 3½   | 2½  | (3)  |      |

Anmerkungen:
- Eingeklammerte Ergebnisse sind aus der Vorrunde übernommen.

### Demotion Pool
Vor der letzten Runde standen mit Warwickshire Selects, Hackney und The ADs bereits drei Absteiger fest. In der letzten Runde überholte e2e4.org.uk die South Wales Dragons, so dass rein sportlich alle vier Aufsteiger direkt wieder abgestiegen wären. Nachdem jedoch e2e4.org.uk seine Mannschaft zur kommenden Saison zurückzog, erreichten die South Wales Dragons als bester Absteiger den Klassenerhalt.

#### Endtabelle
| Pl. | Verein                             | Sp | G | U | V | MP   | Brett-P.  |
| --- | ---------------------------------- | -- | - | - | - | ---- | --------- |
| 09. | Wood Green Hilsmark Kingfisher     | 7  | 6 | 1 | 0 | 13:1 | 37,0:19,0 |
| 10. | Barbican Chess Club II. Mannschaft | 7  | 4 | 2 | 1 | 10:4 | 32,0:24,0 |
| 11. | Cambridge University Chess Club    | 7  | 4 | 2 | 1 | 10:4 | 29,5:26,5 |
| 12. | e2e4.org.uk                        | 7  | 3 | 1 | 3 | 7:7  | 30,5:25,5 |
| 13. | South Wales Dragons (N)            | 7  | 3 | 0 | 4 | 6:8  | 25,0:31,0 |
| 14. | Hackney (N)                        | 7  | 2 | 1 | 4 | 5:9  | 24,5:31,5 |
| 15. | Warwickshire Selects (N)           | 7  | 1 | 1 | 5 | 3:11 | 23,5:32,5 |
| 16. | The ADs (N)                        | 7  | 1 | 0 | 6 | 2:12 | 21,0:35,0 |

#### Entscheidungen
|     | Absteiger in die Division 2: e2e4.org.uk (freiwilliger Rückzug), Hackney, Warwickshire Selects, The ADs |
| (N) | Aufsteiger der letzten Saison                                                                           |

#### Kreuztabelle
| Ergebnisse | Ergebnisse                         | 09.  | 10.  | 11.  | 12.  | 13.  | 14.  | 15.  | 16.  |
| ---------- | ---------------------------------- | ---- | ---- | ---- | ---- | ---- | ---- | ---- | ---- |
| 09.        | Wood Green Hilsmark Kingfisher     |      | 4    | 7    | 4½   | (7)  | 5½   | (4½) | (4½) |
| 10.        | Barbican Chess Club II. Mannschaft | 4    |      | (4)  | (4½) | 5½   | (5)  | 3½   | 5½   |
| 11.        | Cambridge University Chess Club    | 1    | (4)  |      | (4½) | 4½   | (5½) | 4    | 6    |
| 12.        | e2e4.org.uk                        | 3½   | (3½) | (3½) |      | 5½   | (4)  | 5½   | 5    |
| 13.        | South Wales Dragons                | (1)  | 2½   | 3½   | 2½   |      | 5½   | (5½) | (5)  |
| 14.        | Hackney                            | 2½   | (3)  | (2½) | (4)  | 2½   |      | 4½   | 5½   |
| 15.        | Warwickshire Selects               | (3½) | 4½   | 4    | 2½   | (2½) | 3½   |      | (3)  |
| 16.        | The ADs                            | (3)  | 2½   | 2    | 3    | (3)  | 2½   | (5)  |      |

Anmerkungen:
- Eingeklammerte Ergebnisse sind aus der Vorrunde übernommen.

## Die Meistermannschaft
| 1.            | Guildford A&DC |
| Schachfiguren | Nigel Short, Matthew Sadler, Gawain Jones, Romain Édouard, Robin van Kampen, Sébastien Mazé, Maxime Lagarde, Nicholas Pert, Jean-Pierre Le Roux, Antoaneta Stefanowa, Mark Hebden, Yang-Fan Zhou, Glenn Flear, Alberto Suárez Real, Sophie Milliet, Dagnė Čiukšytė. |